# جولیا سرانو
جولیا میشل سرانو (زادهٔ ۱۹۶۷) نویسنده، موسیقی‌دان، اجراکنندهٔ گفتار هنری، فعال ترنس‌جنسیتی و دوجنس‌گرا، و زیست‌شناس آمریکایی است. او به‌واسطهٔ کتاب‌های زن‌گرایی ترنس خود مانند دختر شلاق‌خور (۲۰۰۷)، طردشده (۲۰۱۳) و صراحت (۲۰۱۶) شناخته می‌شود. او همچنین سخنرانی عمومی است که در دانشگاه‌ها و همایش‌های بسیاری سخن گفته است. نوشته‌هایش به‌طور مکرر در مجلات عجیب‌گرایی، فمینیستی و فرهنگ عامه منتشر می‌شوند.

## زندگی
سرانو که هنگام تولد مذکر تعیین جنسیت شده بود، اظهار کرده است که نخستین بار در اواخر دههٔ ۱۹۷۰، زمانی که ۱۱ سال داشت، آگاهانه در خود تمایل به زن بودن را تشخیص داد. چند سال بعد، او شروع به لباس پوشیدن با جنسیت مخالف کرد. در ابتدا این کار را به‌طور پنهانی انجام می‌داد، اما در نهایت آشکارا خود را به‌عنوان یک «مرد با پوشش متقابل» معرفی کرد. سرانو نخستین‌بار در سال ۱۹۹۴، زمانی که در کانزاس زندگی می‌کرد، در یک گروه پشتیبانی برای افراد دارای پوشش متقابل شرکت کرد.
مدتی بعد، سرانو به منطقه خلیج سان‌فرانسیسکو نقل مکان کرد، جایی که در سال ۱۹۹۸ با همسرش، دَنی، آشنا شد. در این زمان، سرانو خود را نه‌تنها دارای پوشش متقابل بلکه ترنس‌جنسیتی و دوجنس‌گرا نیز می‌دانست. او در سال ۲۰۰۱ روند گذار پزشکی را آغاز کرد و به‌عنوان یک زن ترنس معرفی شد.

## حرفه

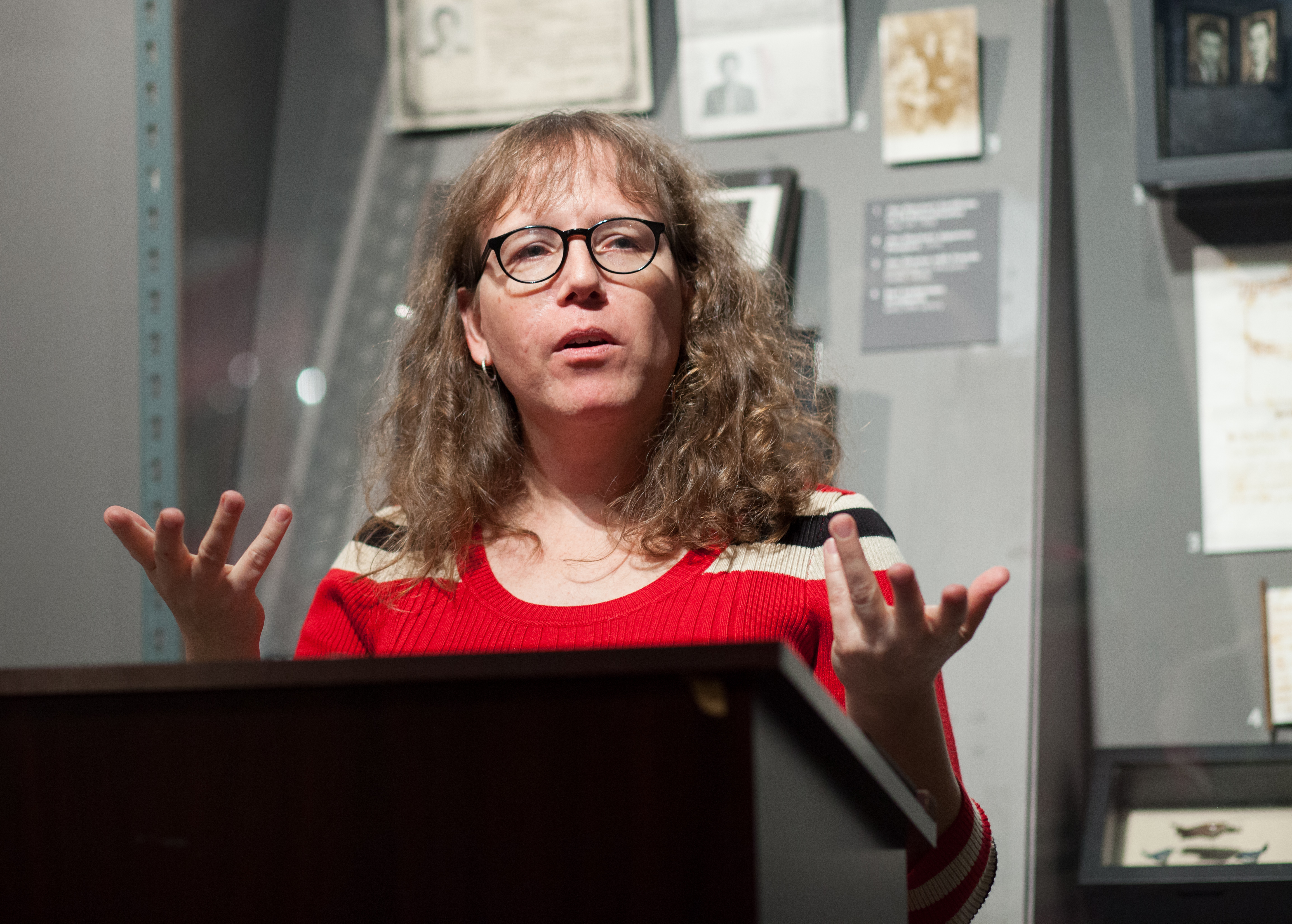
جولیا سرانو در موزه تاریخ دگرباشان جنسی سان‌فرانسیسکو در مراسم رونمایی از چاپ دوم دختر شلاق‌خور.

سرانو دکترای تخصصی خود را در رشته‌های زیست‌شیمی و بیوفیزیک مولکولی از دانشگاه کلمبیا دریافت کرد. او به‌مدت ۱۷ سال در دانشگاه کالیفرنیا، برکلی در زمینه‌های ژنتیک، زیست‌شناسی تکوینی و زیست‌شناسی فرگشتی پژوهش کرد.
سرانو نویسندهٔ کتاب «دختر شلاق‌خور: زنی تراجنسیتی دربارهٔ تبعیض جنسیتی و قربانی‌سازی زنانگی» است. دومین کتاب او با عنوان «طردشدگان: فراگیرتر کردن جنبش‌های فمینیستی و دگرباشانه» در ۱۰ سپتامبر ۲۰۱۳ توسط نشر سیل منتشر شد. این کتاب توسط خوانندگان نشریه ام‌اس به‌عنوان شانزدهمین کتاب غیرداستانی برتر تمام دوران انتخاب شد.
سومین کتاب او با عنوان رک‌گو: یک دهه کنشگری تراجنسیتی و فمینیسم ترنس، توسط خودش و تحت برند انتشاراتی سیویچ هیتر پرس منتشر شد، که آن را همراه با سیویچ هیتر رکوردز تأسیس کرده بود. کتاب رک‌گو در سال ۲۰۱۷ نامزد جایزه لامبدا شد.
کتاب سال ۲۰۲۰ او با عنوان ۹۹ اریک: یک شبه‌داستان از کت کاتکلیسم که آن هم توسط سیویچ هیتر منتشر شده است، برندهٔ جایزه ادبیات نخستین ادموند وایت از سوی مثلث نشر در سال ۲۰۲۱ شد، و همچنین در همان سال، مدال نقره‌ای جایزه جوایز کتاب ناشر مستقل در ردهٔ داستان دگرباشانه را از آن خود کرد.
آثار او در مجله‌های دگرباشانه، فمینیستی و فرهنگ عامه منتشر شده است، از جمله در نشریاتی چون بیتچ، کلامور، کیچن سینک، لیپ، میک/شیفت و تراجنسیتی تِیپِستری. بخش‌هایی از نوشته‌های او همچنین در مجلهٔ بلیور، روزنامهٔ سان‌فرانسیسکو کرانیکل و رادیوی ملی عمومی منتشر شده‌اند.
سرانو دربارهٔ مسائل مربوط به تراجنسیتی‌ها و زنان تراجنسیتی در دانشگاه‌های بسیاری سخنرانی کرده است؛ اغلب در کنفرانس‌هایی با موضوعات دگرباشی، فمینیسم، روان‌شناسی و فلسفه. او در سال ۲۰۲۳، سخنرانی اصلی همایش پیشبرد تاریخ ترنس در دانشگاه ویکتوریا را ایراد کرد. نوشته‌های او همچنین در مواد آموزشی رشتهٔ مطالعات جنسیت در سراسر ایالات متحده مورد استفاده قرار گرفته‌اند.
سرانو یک شاعر اجراگر است و اجراهای اسپکن ورد در دانشگاه‌ها و رویدادهایی همچون جشنواره ملی هنرهای دگرباشانه، صحنه‌های رژه افتخار سان‌فرانسیسکو برای دایک مارچ و مارش تراجنسیتی، لیدی‌فست، اوت‌کری!، فمه ۲۰۰۶ و نمایش واژنامونولوگ‌ها داشته است. او از سال ۱۹۹۷ تا اوایل دههٔ ۲۰۰۰، نوازندهٔ گیتار و خوانندهٔ گروه بایت‌سایز بود و آثار موسیقی انفرادی نیز منتشر کرده است.
سرانو مجموعه‌اجرایی‌ای به‌نام جندراندر را سازمان‌دهی و میزبانی می‌کند که آثار هنرمندان تراجنسیتی، میان‌جنسی و جنسیت‌نامعین و حامیانشان را ارائه می‌دهد و تاکنون ۲۰ اجرا داشته است. او همچنین برای برنامه‌ریزی رویداد مسئله آلت: زنان ترنس و میان‌جنسی دیدگاه‌های خود را بیان می‌کنند، که بخشی از جشنواره ملی هنرهای دگرباشانه در سال ۲۰۰۷ بود، بورسیه دریافت کرد.
او در وب‌سایت مدیوم مقاله‌هایی دربارهٔ عدالت اجتماعی می‌نویسد که موضوعاتی مانند هویت تراجنسیتی، دیده‌شدن افراد دگرباش و سیاست‌های هویتی را پوشش می‌دهند.

## زندگی شخصی
سرانو در اوکلند، کالیفرنیا زندگی می‌کند.